# Pascal Hens
Pascal Hens, né le 26 mars 1980 à Daun, est un ancien joueur allemand de handball, évoluant au poste d'arrière gauche. Il est champion du monde 2007 et champion d'Europe 2004. Il a passé la majeure partie de son parcours en club au HSV Hambourg avec lequel il a notamment remporté un championnat d'Allemagne et deux coupes d'Allemagne. Son signe distinctif était la crête iroquoise qu'il arborait.

## Palmarès
Compétitions internationales
- Vainqueur de la Ligue des champions (1) : 2013
  - demi-finaliste en 2008, 2009 et 2011
- Vainqueur de la Coupe des coupes (1) : 2007
- finaliste de la Coupe de l'EHF (1) : 2015

Compétitions nationales
- Vainqueur du Championnat d'Allemagne (1) : 2011
  - Vice-champion en 2007, 2009, 2010
- Vainqueur de la Coupe d'Allemagne (2) : 2006, 2010
  - Finaliste en 2004, 2008
- Vainqueur de la Supercoupe d'Allemagne (4) : 2004, 2006, 2009, 2010
- Vainqueur de la Coupe du Danemark (1) : 2016,

### Sélection nationale
- Jeux olympiques
  -  Médaille d'argent aux Jeux olympiques 2004 d'Athènes,  Grèce
- Championnats du monde
  -  Médaille d'or au Championnat du monde 2007 en  Allemagne
  -  Médaille d'argent au Championnat du monde 2003 en  Portugal
  - 5e place au Championnat du monde 2009 en Croatie
  - 9e place au Championnat du monde 2005 en  Tunisie
- Championnats d'Europe
  -  Médaille d'or au Championnat d'Europe 2004 en Slovénie
  -  Médaille d'argent au Championnat d'Europe 2002 en  Suède
  - 4e place au Championnat d'Europe 2008 en  Norvège
  - 5e place au Championnat d'Europe 2006 en  Suisse
- autres
  -  Médaille de bronze du championnat du monde militaire 2000

### Autre activités
En 2019, il participe à Let's Dance et termine en première place avec la danseuse russe Ekaterina Leonova.
En 2020, il est envoyé en Nouvelle-Zélande au côté de l'acteur allemand Ingolf Lück (de), pour apprendre une danse traditionnelle, le Haka, dans l'émission Llambis Tanzduell (de), du danseur allemand Joachim Llambi.

## Galerie

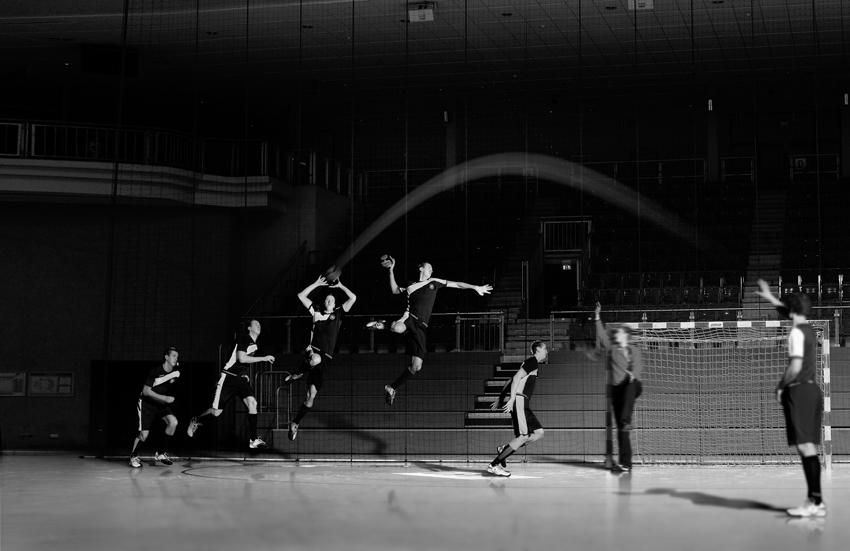
Pascal Hens dans l'exercice du kung fu
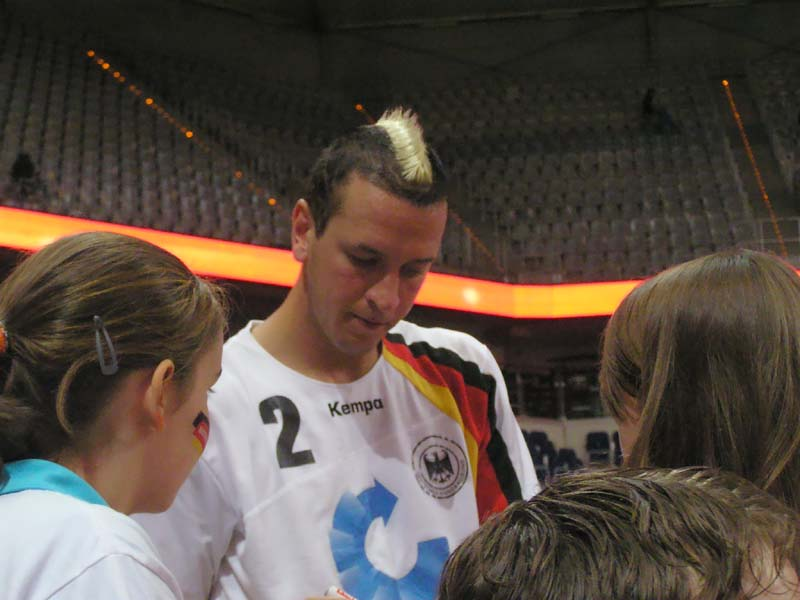
Pascal Hens sous le maillot allemand en 2006
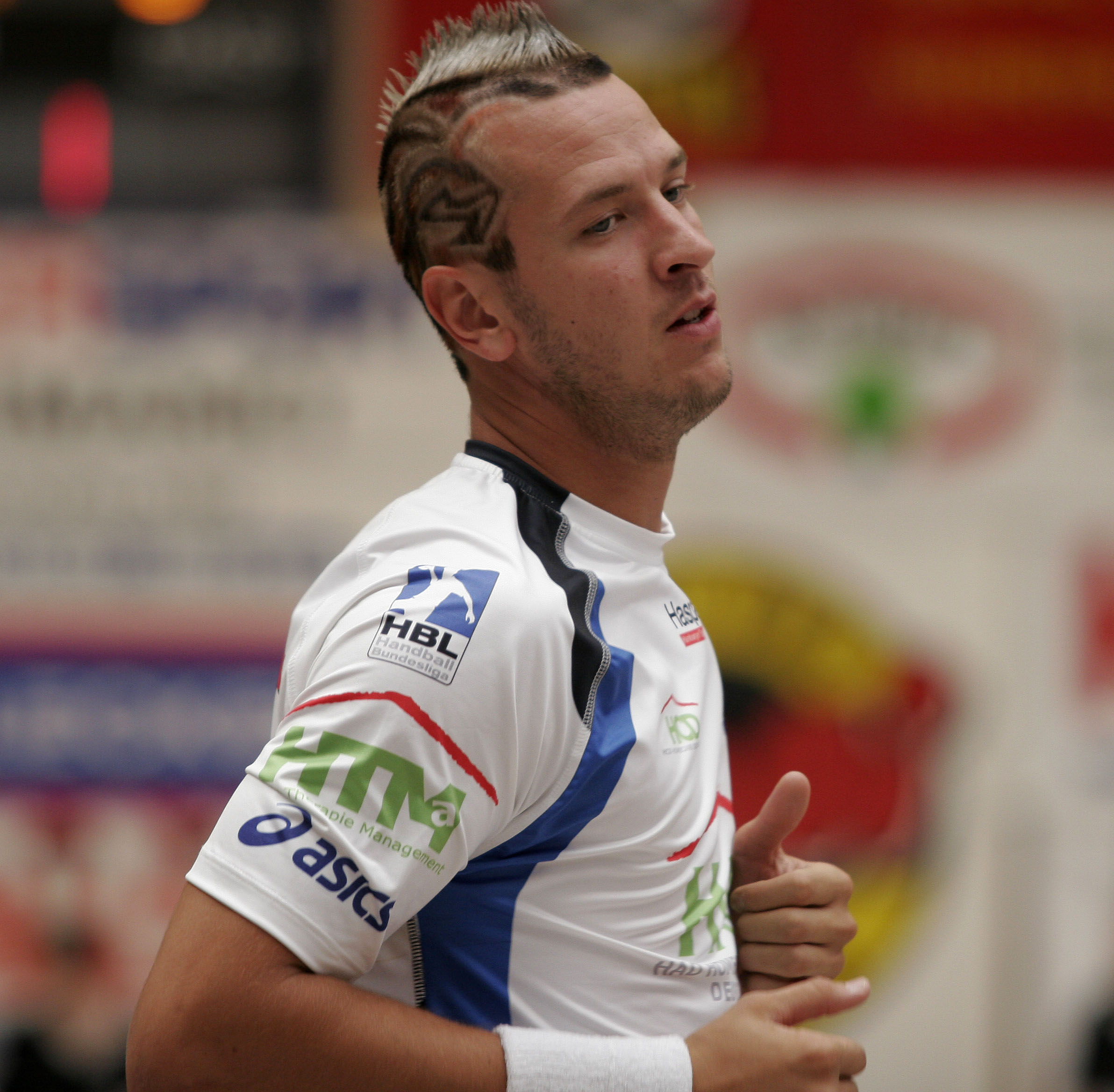
Pascal Hens sous le maillot de Hambourg en 2007
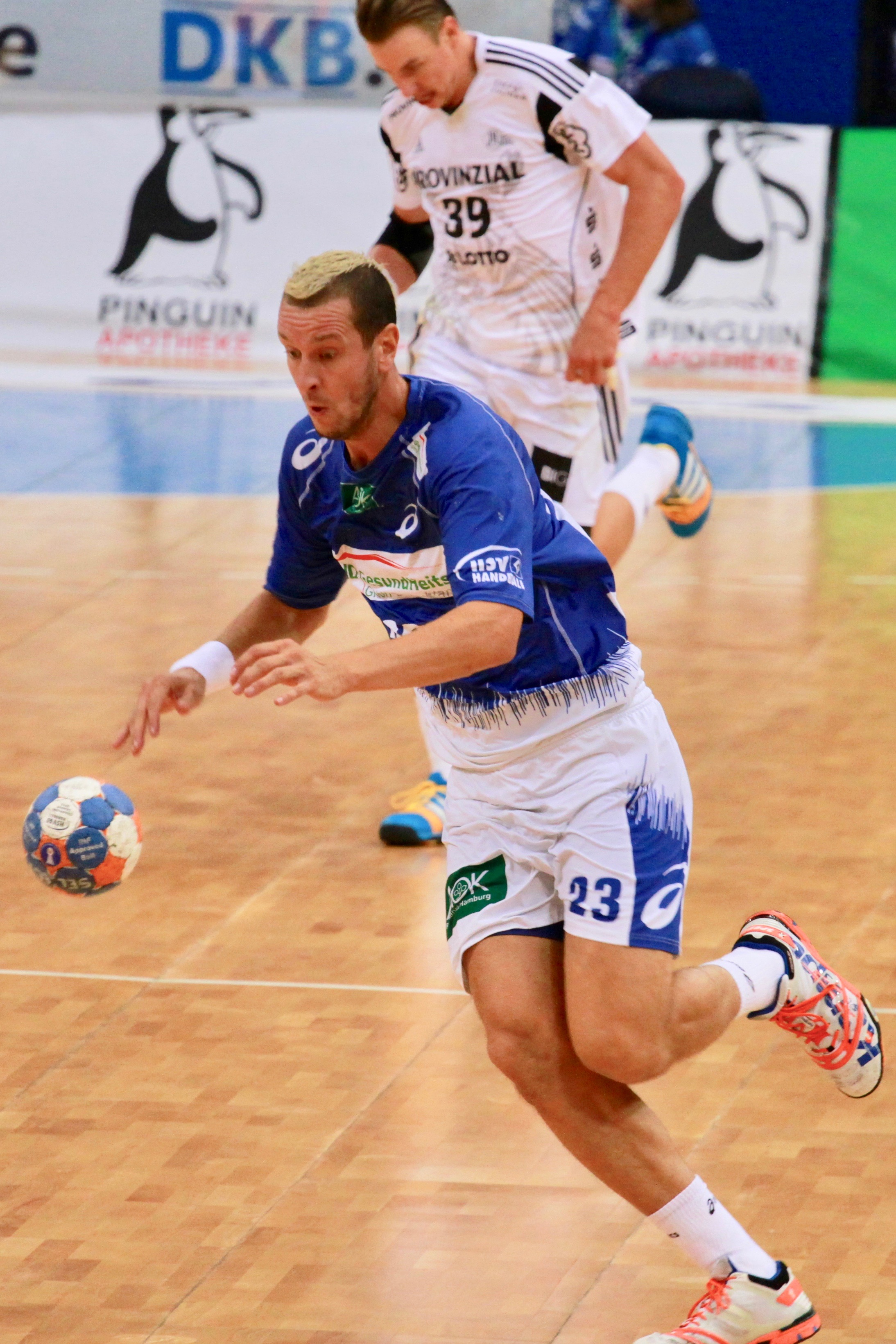
Pascal Hens sous le maillot de Hambourg en 2016

## Animation
- 2019 : Let's Dance (12e saison) : Candidat
- 2020 : Llambis Tanzduell (de) (4e épisode,  1ère saison) : Candidat